# Santiago Loza
Santiago Loza (Provincia de Córdoba), Argentina, 15 d'abril de 1971) és un director i guionista de cinema i televisió i dramaturg argentí que ha guanyat diversos premis amb les seves produccions de cinema independent.

## Activitat professional
Va estudiar a l'ENERC i a l'Escola Municipal d'Art Dramàtic.
Entre les seves obres de teatre es troben, entre d'altres, Amarás la noche, He nacido para verte sonreír, El mal de la montaña, Matar cansa, La mujer puerca, Nada del amor me produce envidia, Pudor en animales de invierno, Todo verde, Tu parte maldita i La vida terrenal. Com a director de cinema poden citar-se els seus llargmetratges La invención de la carne, La Paz i Breve historia del planeta verde i les seves pel·lícules s'han exhibit en festivals internacionals com Cannes, Locarno, Berlín, Sant Sebastià, Londres.
En 2014 va rebre per la seva labor com a dramaturg el diploma al mèrit Konex en la rúbrica Teatre quinquenni 2009-2013, els premis Teatre XXI i Trinidad Guevara, a més de ser nominat als premis Teatres del Món, Florencio Sánchez i María Guerrero.
En 2017 va publicar la seva primera novel·la de ficció, El hombre que duerme a mi lado.
S'ha exercit en 2018 i 2019 com a tutor en el concurso Desenvolupament de Guions de l'INCAA.
En 2021 va ser reconegut amb un Diploma al Mèrit dels Premis Konex com un dels 5 millors guionistes de la dècada a l'Argentina.

## Filmografia
Intèrpret
- El asombro	2014	...	(veu)

Director
- Edición ilimitada (2020)
- Breve historia del planeta verde	2019	[5][6]
- Malambo, el hombre bueno	(2018)
- Si estoy perdido, no es grave	(2014)
- El asombro	(2014)
- La Paz	(2013)
- Los labios	(2010)
- La invención de la carne	(2009)
- Ártico	(2008)
- Rosa patria	2008
- Cuatro mujeres descalzas 	(2004)
- Extraño	(2003)
- Lara y los trenes (curtmetratge, 1999)

Ajudant e direcció
- La fe del volcán	(2001)

Guionista
- Edición ilimitada	(2020)
- Breve historia del planeta verde	(2019)
- Toublanc	(2017
- Crespo (La continuidad de la memoria)	(2016)
- Si estoy perdido, no es grave	(2014)
- Carnaval (curtmetratge, 2014)
- Ab	(2013)
- La Paz	(2013)
- Me perdí hace una semana	(2012)
- Los labios	(2010)
- La invención de la carne	(2009)
- Ártico	(2008)
- Cuatro mujeres descalzas	(2004
- Parapalos	2004)
- Extraño	2003
- 44 (curtmetratge,	2000)
- Lara y los trenes (curtmetratge, 1999)

Texts
- El asombro 	(2014)

Col·laboració en el guió
- Amaina (curtmetratge, 2010)
- Sommer 	(2005)

Producció
- El asombro 	(2014)
- La Paz	(2013)
- Los labios 	(2010)

## Televisió
Director i guionista
- Doce casas (minisèrie, 2014)

Ell mateix
- Días de cine (minisèrie, 2013)